# Михайло Ботвинов
Михайло Ботвинов  (нім. Mikhail Botvinov, 17 листопада 1967) —  австрійський лижник, олімпійський медаліст. 
Ботвинов народився у СРСР, змінив російське громадянство на австрійське 1996 року.

## Виступи на Олімпіадах
| Олімпіада           | Дисципліна              | Місце |
| ------------------- | ----------------------- | ----- |
| Альбервіль 1992     | 10 км                   | 11    |
| Альбервіль 1992     | 30 км                   | 12    |
| Альбервіль 1992     | 50 км                   | 28    |
| Альбервіль 1992     | переслідування 10/15 км | 15    |
| Альбервіль 1992     | естафета 4 × 10 км      | 5     |
| Ліллехаммер 1994    | 10 км                   | 4     |
| Ліллехаммер 1994    | 30 км                   | 4     |
| Ліллехаммер 1994    | 50 км                   | 9     |
| Ліллехаммер 1994    | переслідування 10/15 км | 5     |
| Ліллехаммер 1994    | естафета 4 × 10 км      | 5     |
| Солт-Лейк-Сіті 2002 | 30 км                   | 2     |
| Солт-Лейк-Сіті 2002 | 50 км                   | 5     |
| Солт-Лейк-Сіті 2002 | переслідування 10/10 км | 9     |
| Солт-Лейк-Сіті 2002 | естафета 4 × 10 км      | 4     |
| Турин 2006          | 50 км                   | 3     |
| Турин 2006          | переслідування 15/15 км | 7     |

## Зовнішні посилання
- Досьє на sport.references.com [Архівовано 6 січня 2009 у Wayback Machine.]